# 亞波洛季
50°59′6″N 26°15′12″E / 50.98500°N 26.25333°E
亞波洛季（烏克蘭語：Яполоть），是烏克蘭西北部的村莊，隸屬里夫內州的里夫內區。該村始建於1577年，面積2.9平方公里，海拔高度169米，2001年人口823，人口密度每平方公里280.9人。